# Etoiles (streamer)
Pour les articles homonymes, voir Étoile (homonymie).
Rayenne Guendil, plus connu sous le pseudonyme Etoiles (parfois typographié « Étoiles ») ou dit « Rayou », né le 2 août 1996 à Limoges, est un streameur et vidéaste web français actif sur Twitch et YouTube. Il est spécialisé dans le jeu vidéo et la culture générale.

## Biographie

### Études
Adolescent, Etoiles apprend qu'il est diabétique de type 1, il jongle alors entre cours et hôpital. Il arrive malgré tout à obtenir son baccalauréat mention très bien. Il effectue ensuite des études d'ingénieur en informatique à l'université de technologie de Compiègne mais il quitte de nouveau le cursus à la suite d'ennuis de santé. Il reprend plus tard son cursus dans une autre école d'ingénieur spécialisée en informatique, EFREI Paris, dont il sort diplômé en 2020. Pendant sa formation, il réalise son stage dans l'entreprise Solary d'avril à septembre 2019.

### Débuts sur les plateformes de streaming
Il exerce son activité principalement sur Twitch depuis 2016 où il diffuse sur tous types de jeux, principalement sur Super Smash Bros. Ultimate, Minecraft et Trackmania.

## Activité sur Twitch
Etoiles est l'un des streameurs français les plus suivis et regardés sur Twitch. En dehors de la diffusion de jeu vidéo, il réalise également des formats d'émissions orientés vers la culture au sens large.
Il est également la personne à l'origine de l'arrivée de l'animateur et journaliste Samuel Étienne sur Twitch, vue comme une des premières passerelles ayant existé entre la télévision et le monde du streaming.
À partir de mai 2023, il fait partie des membres francophones invités (avec Antoine Daniel, Aypierre, Baghera Jones et Kameto) au serveur Minecraft international et multilingue QSMP, lancé par le streameur et vidéaste mexicain Quackity. Il regroupe des créateurs de contenu du monde entier dans un même serveur, exploitant un système de traduction automatique en temps réel, et consistant à la fois en du divertissement « libre », et du jeu de rôle plus ou moins scripté.
La même année, il est co-animateur sur l'Ascension, une compétition créée par le streameur ZeratoR dont la première édition se déroule sur le jeu TrackMania.
En 2024, Etoiles est nommé aux Streamer Awards (en) organisés par la streameuse QTCinderella (en) dans les catégories du meilleur streameur international et du meilleur streameur de jeu de combat,, remportant le trophée dans cette dernière catégorie.
Le 9 mars 2024, il annonce mettre son activité en pause afin de se recentrer sur sa santé physique et mentale. Il reprend les streams sur Twitch environ un mois plus tard, le dimanche 7 avril 2024.

### Z Event
En 2019, il participe pour la première fois au Z Event, événement caritatif organisé par le streameur ZeratoR dans le but de lever des fonds pour une association, en l'occurrence l'Institut Pasteur pour l'édition 2019.
Il y participe de nouveau en 2020, où il est notamment rejoint le samedi par Samuel Étienne avec lequel il présente l'émission Questions pour un streamer, inspirée et adaptée de Questions pour un champion.
Durant l'édition de septembre 2022, il anime à nouveau un Questions pour un Streamer, accompagné d'Alain Chabat. Sous-titrée Burger édition, l'émission reprend des mécaniques et des manches inspirées de Burger Quiz, à l'instar du Sel ou Poivre ou du Burger de la Mort,.
Il est également présent lors du Z Event 2024. Il anime à nouveau un Questions pour un Streamer, cette fois seul, en faisant participer tous les streamers présents sur place.

### Nuit de la Culture
Passionné de culture générale, il lance en mai 2019 l'émission La Nuit de la culture consistant à regarder et jouer en temps réel à Questions pour un champion, jeu télévisé de France 3 présenté par Samuel Étienne. En 2020, durant le confinement dû à la pandémie de Covid-19, l'animateur de l'émission entre en contact avec Etoiles sur Twitter. Le 10 avril 2020, Etoiles streame pour la première fois sa Nuit de la culture en duo avec Samuel Étienne, émission qui réunit plus de 45 000 spectateurs en direct.
Le 10 octobre 2020, il invite Mehdi Maïzi à participer à une déclinaison de son émission qu'il nomme Nuit de la Musique. Le 18 janvier 2021, il organise une autre déclinaison de son émission, baptisée La Nuit de la Curiosité, avec Jamy Gourmaud.

### Nuit du Musée
Depuis 2022, Etoiles co-organise, avec Marie-Anaïs Le Bagousse, des visites de musées (ou autres établissements culturels et patrimoniaux) français privatisés pour l'occasion, chacune sous le nom de Nuit du Musée. Ces visites sont accompagnées d'un invité streameur et d'un conférencier, et diffusées en direct sur Twitch puis republiées sur YouTube.
En février 2022, la première édition est une visite guidée du musée d'Art moderne de Paris avec Ponce. En juin 2022, une visite du château de Versailles est organisée avec Squeezie, et une visite des jardins de ce même château en septembre 2022 avec Kameto,.
En janvier 2023, le centre Pompidou de Paris est privatisé pour une visite avec le streameur Amine. D'autres visites sont également organisées cette année à l'Opéra Garnier en compagnie de ZeratoR, ou encore au musée d'Orsay avec Antoine Daniel.
En janvier 2025, il organise la privatisation du musée du Louvre pour une soirée de visite avec la vidéaste et influenceuse Léna Situations accompagnés d'un conférencier spécialisé,. Quelques jours avant, Etoiles détourne son concept de « Nuit du Musée » au profit d'une « Nuit du Stade » avec Kameto, dont le principe est de visiter le Parc des Princes en compagnie d'un conférencier qui aborde l'histoire du Paris Saint-Germain et du stade.

### Culture Clash
En septembre 2024, il conçoit et présente l'émission Culture Clash sur scène au Grand Rex (et en diffusion simultanée sur Twitch), un format inspiré des jeux télévisés de culture générale mettant en compétition huit duos, chacun composé d'un streameur francophone populaire et d'un champion de jeux télévisé (dont Les Douze Coups de midi, Questions pour un champion, Slam ou Tout le monde veut prendre sa place),. L'émission se rapproche ainsi de son concept Question pour un Streamer et d'une émission comme Le Quiz des Champions. Les 2 000 places mises en ventes pour l'événement sont vendues en deux jours. La première édition est remportée par le streamer Kameto et Xavier, candidat des Douze Coups de midi et multiple vainqueur du Quiz des Champions,. 
Dans la foulée de la première, une seconde édition s'est déroulée le 28 février 2025 avec de nouveaux streamers et champions de jeux télévisés. Cette édition est remportée par le duo Zerator (streamer) et Émilien (candidat des Douze Coups de midi).

### Questions pour un champion
Après 6 ans de Nuit de la Culture à regarder et jouer à l'émission Questions pour un champion, Etoiles se décide à participer à l'émission. L'épisode est tourné le 27 janvier 2025 et diffusé le 22 mars de la même année. Rayenne se fait éliminer lors de la première phase des 9 points gagnants, en totalisant 8 points face à Véronique, la championne en cours. Déçu par sa prestation et estimant avoir cédé face au stress et à la pression, il a néanmoins déclaré vouloir participer à nouveau pour potentiellement gagner l'émission.

## Jeu vidéo compétitif

### Super Smash Bros. Ultimate
Adepte de la franchise de jeux de combat Super Smash Bros., Etoiles participe en tant que joueur à de nombreux tournois compétitifs sur Smash, sur Twitch comme en présentiel,.
Il est également commentateur de compétitions, animant notamment les tournois sur le jeu Super Smash Bros. Ultimate lors du Caribana Festival en juin 2022, au tournoi L'Odyssée en octobre 2022, ou au Smash Ultimate Summit 6 en mars 2023,.
En mars 2023, il remporte le tournoi des créateurs de contenu au Summit de Los Angeles.
En 2024, Etoiles est nommé pour le Streamer Award (en) du « meilleur streamer de jeu de combat » (Best Fighting Game Streamer) pour son investissement dans le streaming de jeu vidéo compétitif en 2023,. Il remporte le trophée lors de la cérémonie du 17 février 2024.

### ZLAN
De 2019 à 2024, Etoiles participe à chaque édition de la ZLAN, une compétition organisée par ZeratoR. Il remporte la compétition lors de l'édition 2021,  en trio avec Khalen et Kenny au sein de l'équipe KEK, en battant en finale l'équipe SSL (Slide, Skyyart et Leaf), champions en titre, sur un score de 4 à 1.
| Année | Coéquipier(s)    | Résultat                                 | Sources |
| ----- | ---------------- | ---------------------------------------- | ------- |
| 2019  | Sardoche         | Quarts de finale (c. Wingobear et Nykho) | [ 45 ]  |
| 2020  | Nykho            | Demi-finale (c. Khalen et Kenny)         | [ 46 ]  |
| 2021  | Khalen, Kenny    | Victoire (c. Slide, Skyyart et Leaf)     | [ 47 ]  |
| 2022  | Kameto, BeFreesh | Phase de poules                          | [ 48 ]  |
| 2023  | -                | 24e place                                | [ 49 ]  |
| 2024  | -                | Phase de poules                          | [ 50 ]  |